# Protammodytes sarisa
Protammodytes sarisa är en fiskart som först beskrevs av Robins och Böhlke, 1970.  Protammodytes sarisa ingår i släktet Protammodytes och familjen tobisfiskar. Inga underarter finns listade i Catalogue of Life.